# 極付印度伝 マハーバーラタ戦記
『極付印度伝 マハーバーラタ戦記』（きわめつきいんどでん マハーバーラタせんき）は、インドの神話的叙事詩であるマハーバーラタを歌舞伎化した作品。

## 概要
世界最長の文学と言われる『マハーバーラタ』を歌舞伎化した作品。全編で18巻、全10万詩節からなる原典は日本語訳が完成していない。上演時間約4時間の大作。本作では原典の登場人物のひとりであるカルナ王子を主人公として描いている。
2014年に静岡県舞台芸術センター（SPAC）で芸術総監督の宮城聰の演出で上演された『マハーバーラタ ～ナラ王の冒険～』を観た五代目尾上菊之助が歌舞伎化を発案し、その後宮城に相談して構想がはじまった。宮城は2014年7月、フランスで行われる世界最高峰の演劇の祭典「アヴィニョン演劇祭」で、同演劇祭に参加する20年ぶりの日本人演出家の作品として同作品を上演しており、菊之助が観劇したのは同年9月に凱旋公演として行われた神奈川芸術劇場(KAAT)での公演。
衣装はインドの伝統舞踊劇「カタカリ」の衣装要素を取り入れ、多数の宮城聰作品を手掛けた高橋佳代によって「インドの神が日本に渡ってくるまでの変遷で、ちょうどいいところを探り」制作された。
2017年（平成29年）芸術祭十月大歌舞伎の昼の部公演として上演された。平成29年度（第72回）文化庁芸術祭参加公演。日印友好交流年記念。インド大使館後援。

## 場名
- 序幕　神々の場所より大詰　戦場まで
  - 神々の場所～ガンジスの川岸～迦楼奈の家～五王子の宮殿～修験者の庵～競技場～祭りの町の別邸～バンチャーラ国～鶴妖朶の屋敷～密林～ガンジス川のほとり～象の国の陣営～開戦～バガバッド・ギーター～迦楼奈と汲手姫～戦場[6]

## 主な配役
- 2017年初演の配役順を基準とする。
- 役者名跡の代数は、後年の混乱を防ぐために原則全員記述する（但し初代のみ除外）

| 役名                              | 2017年演者         | 2023年演者                                               | 備考 |
| --------------------------------- | ------------------ | -------------------------------------------------------- | --- |
| 迦楼奈 （かるな）                 | 五代目尾上菊之助   | 左に同じ                                                 | |
| シヴァ神                          | 五代目尾上菊之助   | 左に同じ                                                 | |
| 汲手姫 （くんてぃ）               | 五代目中村時蔵     | 五代目中村米吉                                           | ※初演では若き日の汲手姫を中村梅枝が演じたが、2023年公演では登場時の若姫から成熟後までを米吉が一人で演じた。 |
| 帝釈天                            | 四代目中村鴈治郎   | 九代目坂東彦三郎                                         | |
| 鶴妖朶王女 （づるようだ）         | 二代目中村七之助   | 中村芝のぶ                                               | ※原典のドゥルヨーダナは男性                                                                                 |
| ラクシュミー                      | −−−                | 中村芝のぶ                                               | |
| 百合守良王子 （ゆりしゅら）       | 九代目坂東彦三郎   | 三代目坂東亀蔵                                           | |
| 多聞天                            | 九代目坂東彦三郎   | 九代目市川團蔵 （2 - 8日） 五代目市川荒五郎 （9 - 25日） | ※2023年再演：團蔵の休演により、 門弟・荒五郎が千穐楽まで代演した。                                          |
| 風韋魔王子 （びーま）             | 三代目坂東亀蔵     | 中村萬太郎                                               | |
| 阿龍樹雷王子 （あるじゅら）       | 二代目尾上松也     | 中村隼人                                                 | ※迦楼奈の異父兄弟                                                                                           |
| 梵天                              | 二代目尾上松也     | 中村隼人                                                 | |
| （若き日の）汲手姫                | 四代目中村梅枝     | −−−                                                      | |
| 森鬼飛 （しきんび）               | 四代目中村梅枝     | 六代目上村吉弥                                           | ※風韋魔と契る魔物                                                                                           |
| 納倉王子 （なくら）               | 中村萬太郎         | 中村鷹之資                                               | |
| 我斗風鬼写 （がとうきちゃ）       | 中村萬太郎         | 七代目尾上丑之助                                         | |
| ガネーシャ                        | −−−                | 七代目尾上丑之助                                         | |
| 沙葉出羽王子 （さはでば）         | 中村種之助         | 上村吉太朗                                               | |
| 弗機美姫 （どるはたび）           | 六代目中村児太郎   | 中村好蝶                                                 | |
| 森鬼獏 （しきんば）               | 尾上菊市郎         | 左に同じ                                                 | |
| 拉南 （らーな）                   | 市村橘太郎         | −−−                                                      | |
| 道不奢早無王子 （どうふしゃさな） | 四代目片岡亀蔵     | 二代目市川猿弥                                           | |
| 修験者 破流可判 （はるかばん）    | 四代目河原崎権十郎 | 澤村國矢                                                 | |
| 亜照羅多 亜照楽多 （あでぃらた）  | 五代目坂東秀調     | 四代目河原崎権十郎                                       | |
| 羅駝 （らーだー）                 | 二代目市村萬次郎   | 左に同じ                                                 | |
| 弗機王 （どるぱた）               | 九代目市川團蔵     | 片岡千次郎                                               | |
| 行者                              | 九代目市川團蔵     | 片岡千壽                                                 | |
| 大黒天                            | 坂東楽善           | 左に同じ                                                 | |
| 太陽神                            | 四代目市川左團次   | 坂東彌十郎                                               | |
| 那羅延天                          | 七代目尾上菊五郎   | 七代目尾上菊五郎                                         | |
| 仙人 久理修那 （くりしゅな）      | 七代目尾上菊五郎   | 二代目中村錦之助                                         | |

## スタッフ
- 脚本 - 青木豪
- 演出 - 宮城聰
- 補綴 - 尾上菊之助、松竹芸文室
- 空間構成 - 木津潤平
- 美術 - 深沢襟
- 照明 - 沢田祐二
- 照明助手 - 渥美友宏
- 衣装 - 高橋佳代
- 衣装製作 - 岩崎晶子、田中義彦
- 音楽 - 棚川寛子
- 作曲 - 鶴澤慎治、杵屋巳太郎(8代目)、新内多賀太夫
- 作調 - 田中傳左衛門(13代目)
- 音響 - 岡田俊道
- 資料協力 - 長谷部浩
- 振付 - 尾上菊之助、尾上菊之丞
- 立師 - 山崎咲十郎
- 狂言作者 - 竹柴彰三、竹柴潤一、竹柴慧一[6]

## 公演
- 歌舞伎座（東京） - 芸術祭十月大歌舞伎
  - 平成29年度（第72回）文化庁芸術祭参加公演。日印友好交流年記念。インド大使館後援。
  - 2017年（平成29年）10月1日（日）-10月25日（水）
- 歌舞伎座（東京） - 歌舞伎座新開場十周年 吉例顔見世大歌舞伎
  - 2023年（令和5年）11月2日（木）-11月25日（土）

## 展開
本公演（2017年10月）の模様は2018年10月2日より、松竹ブロードキャスティングが運営するCS放送チャンネル「衛星劇場」にて順次放送された。
また、アシェット・コレクションズ・ジャパン刊行の分冊百科形式定期刊行物「歌舞伎　特選DVDコレクション」の内容として収録・刊行された。
- 「歌舞伎　特選DVDコレクション」第13号（2020年2月26日号、雑誌コード:34694-2/26）『新作歌舞伎 極付印度伝 マハーバーラタ戦記』序幕
- 「歌舞伎　特選DVDコレクション」第14号（2020年3月11日号、雑誌コード:34692-3/11）『新作歌舞伎 極付印度伝 マハーバーラタ戦記』二幕目・大詰

## 受賞
本作の2023年公演（および同年の「新作歌舞伎ファイナルファンタジーX」）における中村芝のぶの演技が第31回『読売演劇大賞優秀男優賞』に選出され、同部門での『最優秀男優賞』の受賞こそ逃したものの同年の『審査委員特別賞』を受賞した。審査委員の犬丸治は「主役の尾上菊之助や中村隼人を凌駕するほどの名演を見せたのは、古典歌舞伎で培った実力を思えば当然」と評した。